# Unfinished Monkey Business
Unfinished Monkey Business é o 1° álbum solo do artista britânico Ian Brown, lançado no dia 2 de fevereiro de 1998.

## Faixas
1. "Intro Under the Paving Stones: The Beach" – 1:50
2. "My Star" – 5:13
3. "Can't See Me" – 4:54
4. "Ice Cold Cube" – 6:27
5. "Sunshine" – 3:58
6. "Lions" – 6:52
7. "Corpses in Their Mouths" – 4:09
8. "What Happened to Ya Part 1" – 3:15
9. "What Happened to Ya Part 2" – 5:38
10. "Nah Nah" – 3:55
11. "Deep Pile Dreams" – 3:39
12. "Unfinished Monkey Business" – 3:11